# Niaso
Niaso is een bestuurslaag in het regentschap Muaro Jambi van de provincie Jambi, Indonesië. Niaso telt 803 inwoners (volkstelling 2010).